# 上海郵電醫院
上海郵電醫院簡稱郵電醫院，是位於中華人民共和國上海市靜安區長樂路上的一家二级甲等综合性醫院。醫院設有2个院外门诊部、18个保健站和曲阳老年护理院。
醫院成立於1951年7月，成立早期定位為給上海邮政、电信、移动等局职工看病的職工醫院，隸屬於華東郵電管理局（一說上海市郵電管理局）。1955年4月，上海市電話工人醫院並入同時更名為上海郵電醫院分院。1956年，分院撤銷。1991年8月，與日本企業合資成立上海厚诚口腔医院，1999年，建立以體檢業務為主的上海邮电健康中心。